# Bandera d'Ohio
La bandera de l'estat d'Ohio va ser adoptada el 1902 i dissenyada per John Eisenmann per l'Exposició Pan-Americana de 1901.

## Disseny
La bandera té forma de gallardet acabat en dues puntes. Té tres franges horitzontals vermelles i dues blanques, amb els mateixos colors que la bandera dels Estats Units i la bandera del Regne Unit. En el pal hi ha un triangle blau amb un cercle blanc amb fons vermell en representació de la inicial d'Ohio. Al voltant del cercle hi ha disset estrelles de cinc puntes, tretze a dalt, a baix i a l'esquerra en representació dels tretze estats originals de la Unió, i quatre agrupades en la punta del triangle simbolitzant que Ohio va ser el 17è estat admès en la Unió.
Una interpretació més imaginativa va ser afegida posteriorment en la descripció oficial. Les cinc franges vermelles i blanques representen els camins i les vies navegables de l'estat. El triangle blau amb estrelles blanques representen els turons i les valls de l'estat. El cercle blanc amb centre vermell suggereix un ull que recorda el renom d'Ohio, "the Buckeye State", l'estat del castanyer d'Índia, arbre declarat arbre estatal.
Una altra interpretació de les franges vermelles és que representen el territori de l'estat dividit en dues meitats al nord i al sud, i l'extrem amb dues puntes suggereix l'expansió colonial d'est a oest. La meitat nord va ser colonitzada per gent provinent de l'àrea de Nova Anglaterra mentre que la meitat sud va ser colonitzada des de l'estat limítrof de Virgínia i d'altres estats sudistes. Amb el temps les diferències s'han diluït però l'origen encara queda reflectit en el caràcter de l'estat.
La forma de gallardet és típica dels iots i la marina mercant. Més probablement està basada en els banderins emprats per la cavalleria unionista durant la Guerra Civil. Aquesta és l'única bandera estatal dels Estats Units que no és rectangular, i és també una de les dues úniques banderes territorials no quadrangulars en el món que representen a un estat o una administració independent (l'altre és la bandera del Nepal).

## Història
John Eisenmann va ser l'arquitecte encarregat de dissenyar el pavelló d'Ohio per l'Exposició Pan-Americana que es feia el 1901 a Buffalo en l'estat de Nova York. En adonar-se que l'estat no tenia cap bandera, tot i que havia estat creat el 1803, en va crear una per onejar sobre el pavelló. No és clar quina era la intenció real d'Eisenmann, però va patentar el disseny.
Durant la celebració de l'exposició va ser assassinat el president William McKinley, originari d'Ohio d'on havia estat governador. Malgrat les circumstàncies tràgiques, el disseny inusual de la bandera no rectangular i que va ser exposada per primera vegada fora de l'estat d'Ohio, va ser adoptada com a bandera oficial per l'Assemblea General d'Ohio, el 9 de maig de 1902, sense cap canvi fins a l'actualitat.
El 1960, un estudiant d'Ohio va dissenyar la bandera actual dels Estats Units, canviant les 48 estrelles alineades per 50 disposades de forma alternada, recordant les estrelles de la bandera d'Ohio.

## Protocols

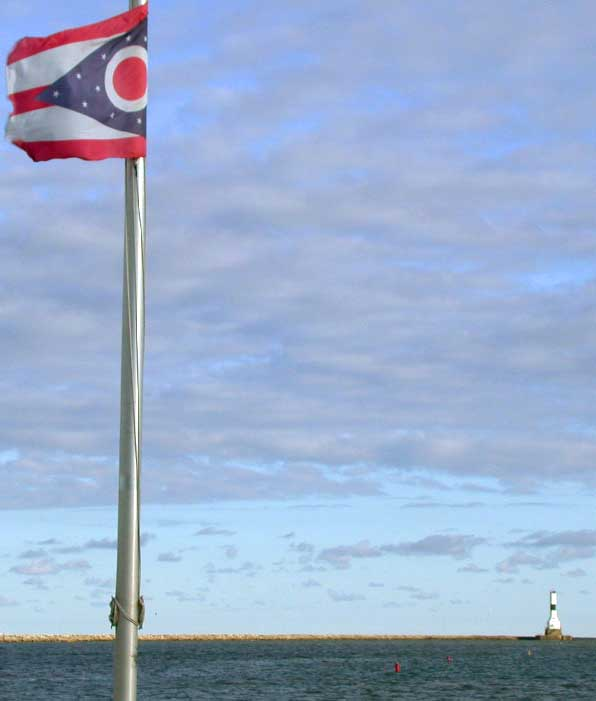
Bandera onejant davant el llac Erie

En les disposicions generals de la llei d'Ohio s'inclouen alguns protocols sobre l'exposició, el manteniment i el tractament de la bandera.
La fórmula de salutació i promesa a la bandera va ser adoptada per l'Assemblea General el 2002 en la data de commemoració del centenari:
«I salute the flag of the state of Ohio and pledge to the Buckeye State respect and loyalty.»
«Saludo la bandera de l'estat d'Ohio i prometo respecte i lleialtat a l'estat del Buckeye.»
El procediment protocol·lari recomanat per plegar la bandera va ser aprovat el 2005. Dues persones pleguen la bandera per la meitat longitudinalment de forma que les dues puntes quedin alineades. Es plega una segona vegada longitudinalment i llavors es plega la punta per formar un rectangle. A continuació es fan catorze plecs de dues polzades cadascun formant un rectangle compacte. El resultat és un total de disset plecs simbolitzant que Ohio va ser el dissetè estat admès a la unió.
Es recomana especialment hissar la bandera en tots els edificis estatals i les institucions públiques com escoles públiques i parcs estatals. Quan es mostra la bandera, aquesta ha d'onejar cada dia, si el temps ho permet, des de la sortida del sol fins a la posta. En cas d'onejar de nit, la bandera ha d'estar il·luminada.

## Bandera del Governador

Estendard del Governador d'Ohio

La bandera del Governador d'Ohio s'utilitza com a estendard personal des del 1905 i va ser oficialitzada el 1945. És de color escarlata amb el segell de l'estat en el centre rodejat de tretze estrelles blanques més una estrella en cada cantó. La disposició de quatre estrelles en els quatre cantons és habitual en moltes banderes de governadors dels EUA, i a més reprodueix l'agrupació de les disset estrelles de la bandera estatal.